# Santo Stefano del Sole
Santo Stefano del Sole ist eine italienische Gemeinde mit 2052 Einwohnern (Stand 31. Dezember 2023) in der Provinz Avellino in der Region Kampanien. Der Ort ist Teil der Bergkommune Comunità Montana Terminio Cervialto.

## Geografie
Die Nachbargemeinden sind Atripalda, Cesinali, San Michele di Serino, Santa Lucia di Serino, Serino, Sorbo Serpico und Volturara Irpina. Die weiteren Ortsteile sind Boschi, Toppolo, Macchi, Sozze di Sopra, Sozze di Sotto und San Pietro.